# キャラ弁

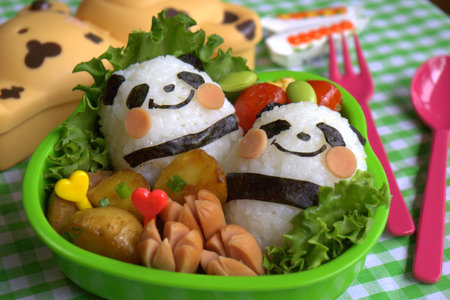
パンダのキャラ弁

キャラ弁（キャラべん）とは、弁当の中身を漫画、アニメ、芸能人等のキャラクターあるいは自動車などのメカ、風景などに模したものをいう。

## 沿革
子供向けの弁当を作る際に、子供を喜ばせたり、嫌いなものも自主的に食べるようにするために、おかずなどのデザインを工夫することが行われてきた。1932年に発行された『児童の飲み物とお弁当』には、子供の好き嫌いを直す最善の方法として「材料の全く判別できない形に処理」し、「料理の感覚に美しさを与えること」が提唱されていることから、遅くとも昭和の初期からは、弁当に子供が喜ぶ外観上の工夫をすることはある程度の広がりを持って行われていたことが推察できる。
戦後、たこさんウィンナーなどキャラクター的なおかずを付けることが、広く行われるようになっていった。
料理研究家の沢田澄子が1974年5月に出版した『すぐに役立つ子供のお弁当』で、たこさんウィンナーなどのおかずだけでなく、ご飯の上にそぼろや海苔を使って猿の顔や自動車などを描いている。他にもパンで立体的な自動車を作るなど、現在のキャラ弁の萌芽がここに見られる。しかしながら、まだキャラクター弁当（キャラ弁）という名称は使われていない。
1992年頃より話題になり始め、キャラクター弁当の全国紙での初出は、1997年の朝日新聞だが、1996年の北海道新聞の投書欄には、「キャラクター弁当」を勧める投稿がある。出版物では、1993年にブティック社から『キャラクターで作ろうかわいいお弁当』が出版されている。
著者が明記された出版物としては、アメリカ合衆国在住のブレネクユキコが2000年3月に出版した『キャラクターいっぱいのおべんとう』が早い。その後、ブレネクはキャラ弁関係の出版を重ね、キャラ弁関係の著書だけで16冊を出版している（2010年8月現在）。
2011年現在のキャラ弁普及には、プロの料理評論家ではない一般人のレシピブログが大きな役割を果たしている。人気ブロガーのブログの内容をまとめたレシピ本の出版も相次ぎ、ブログが料理研究家への登竜門の一つとなっている。

## 日本国内のキャラ弁事情

### キャラ弁ギャラリー

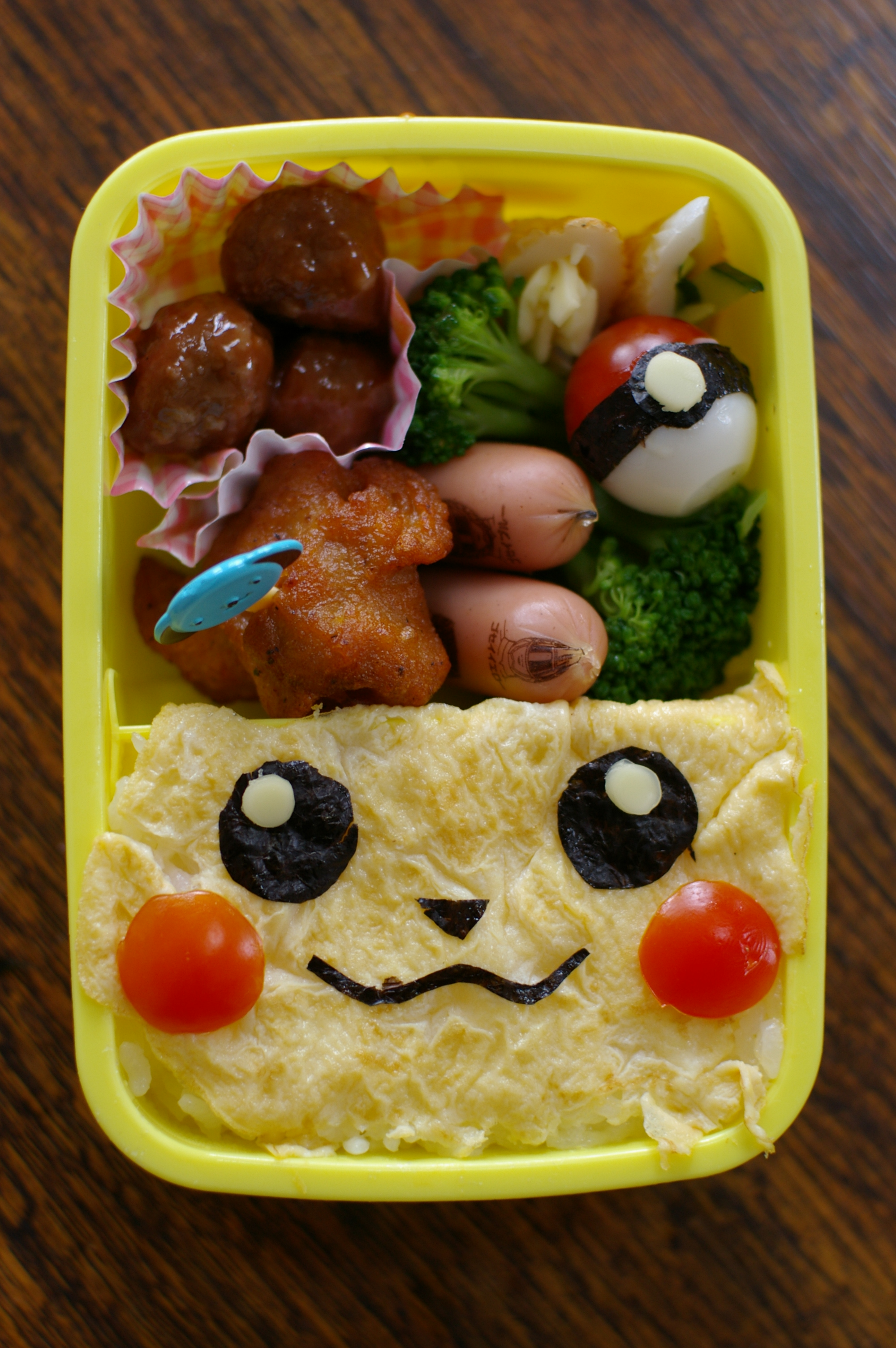
ピカチュウ
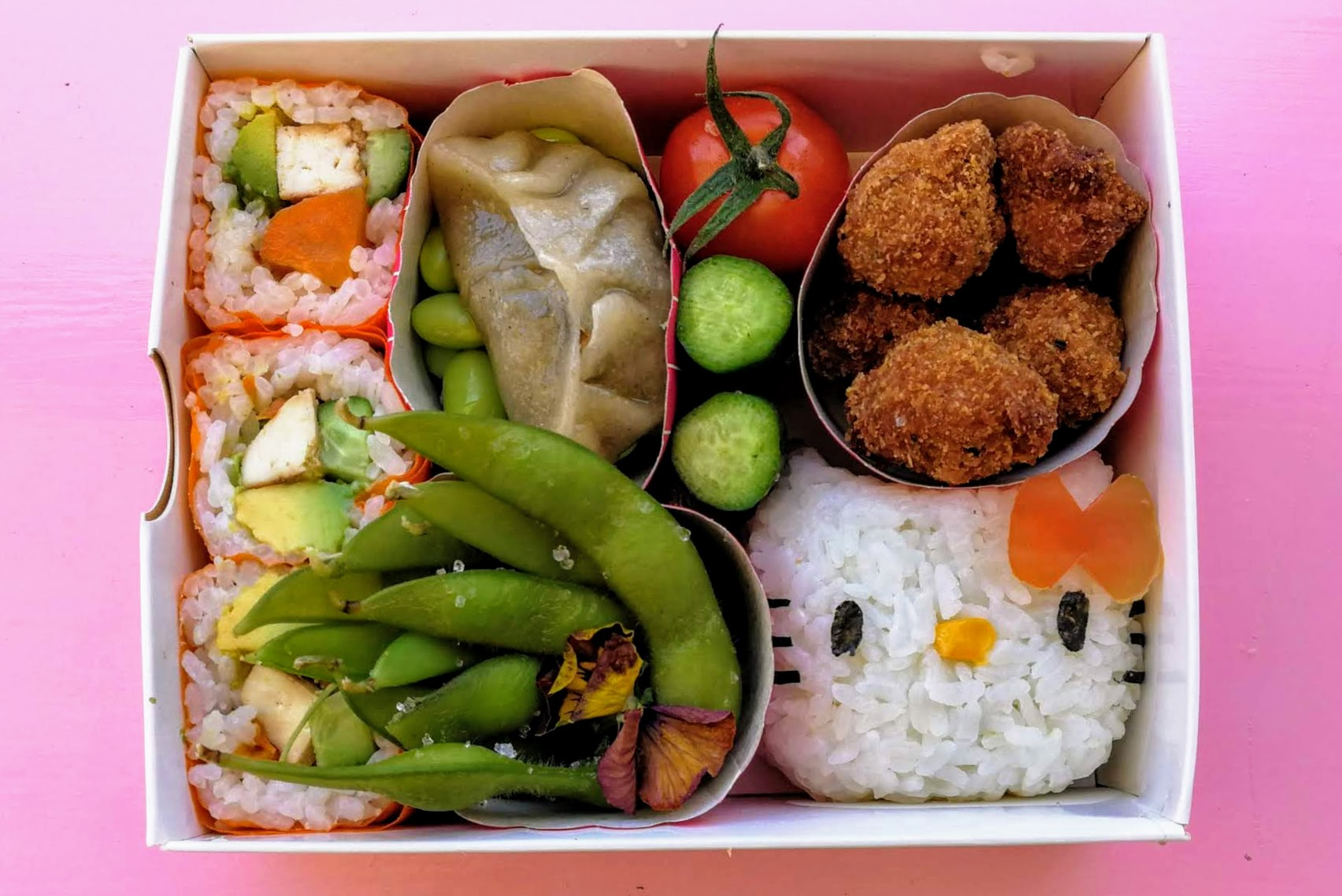
キティちゃん
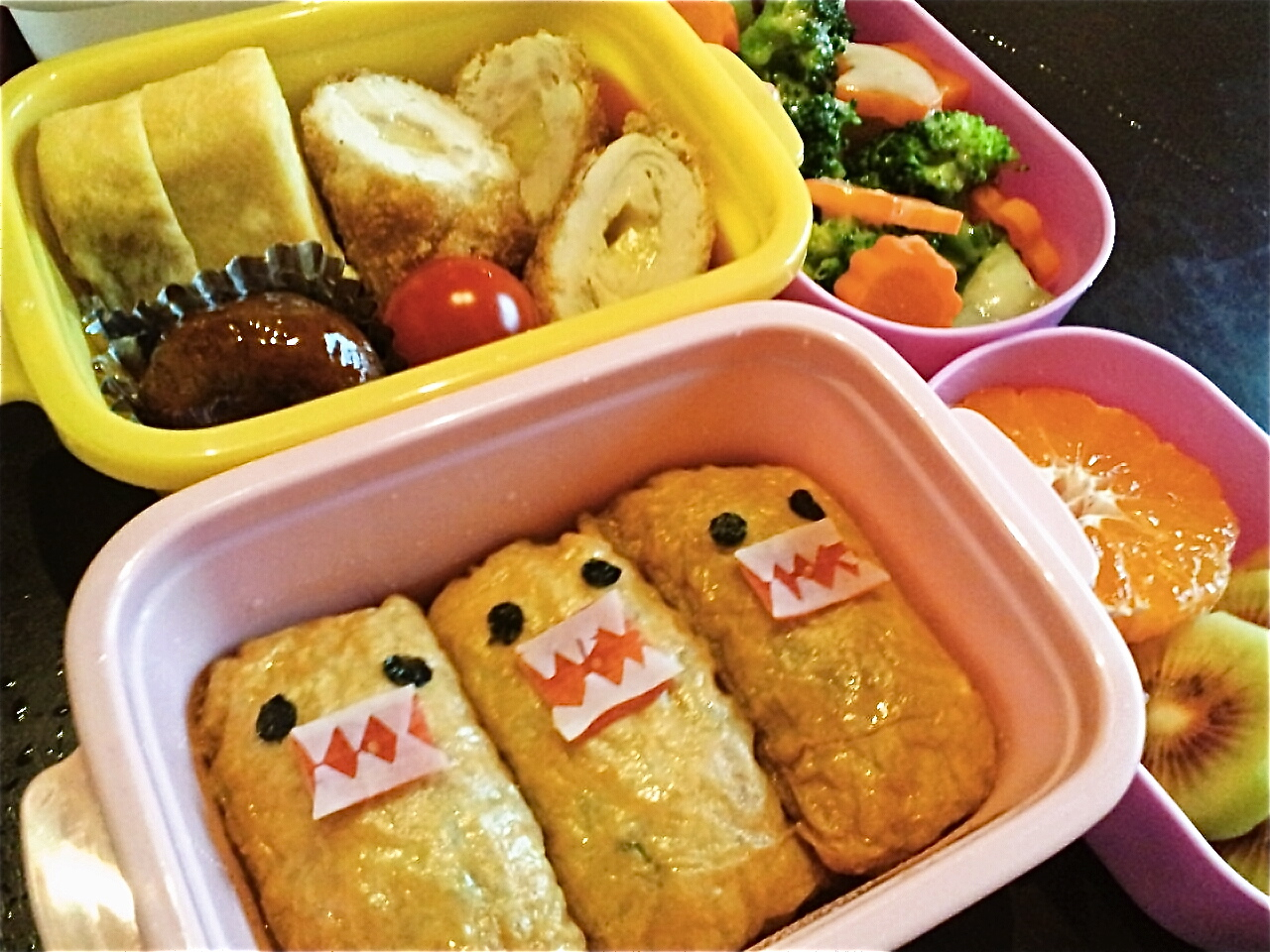
どーもくん
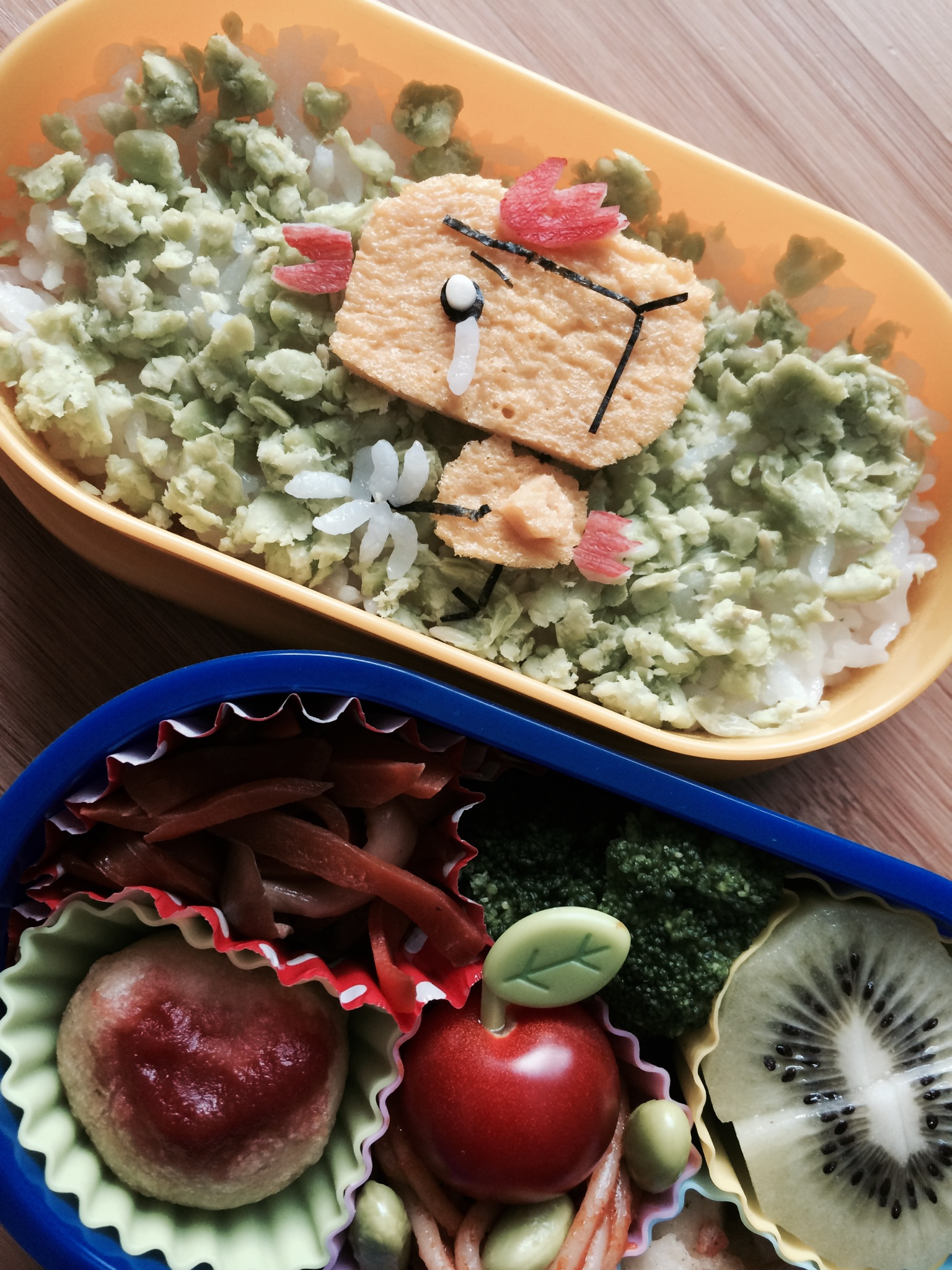
江別市 ご当地キャラ(ゆるキャラ)「えべチュン」
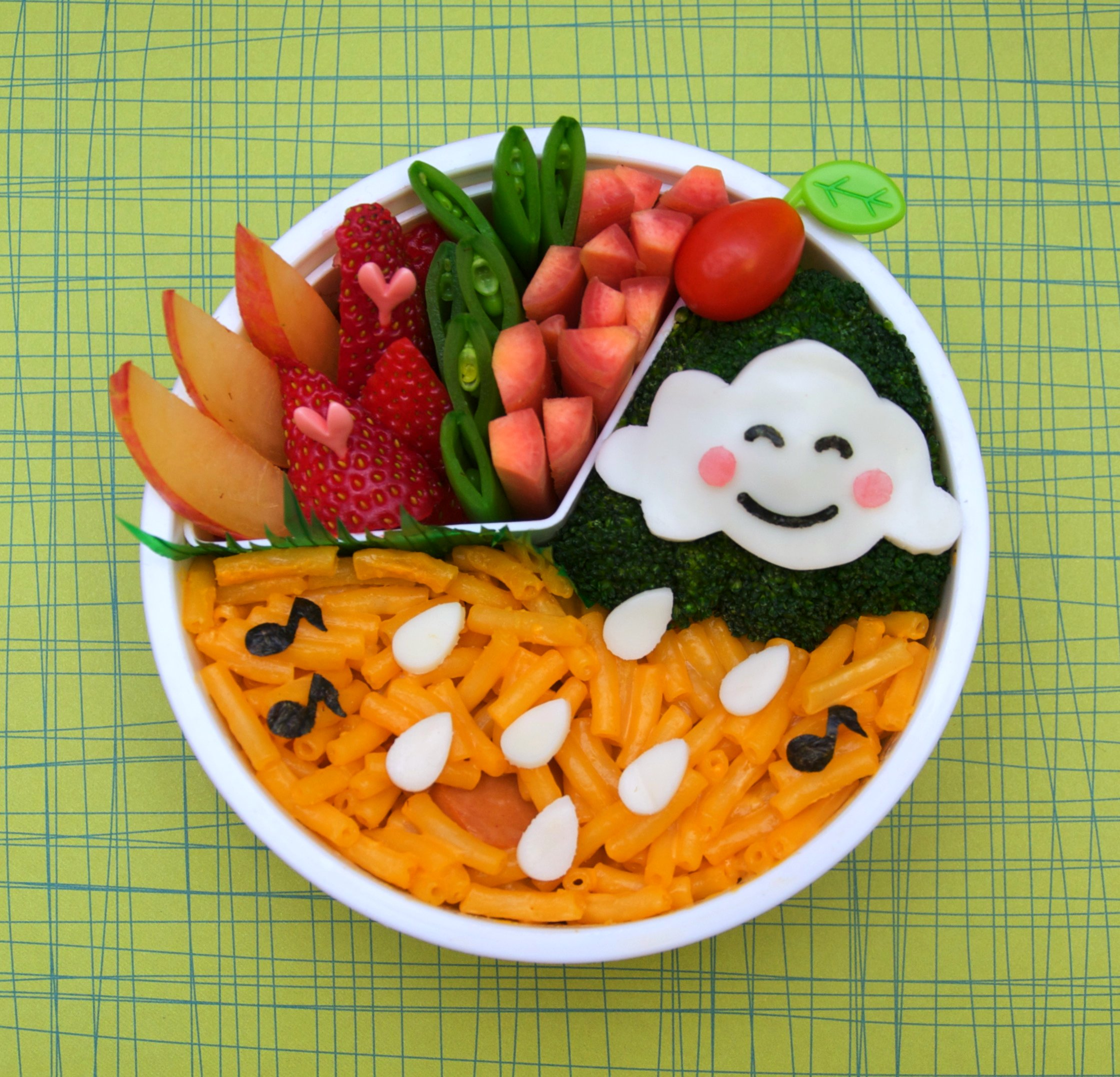
雲
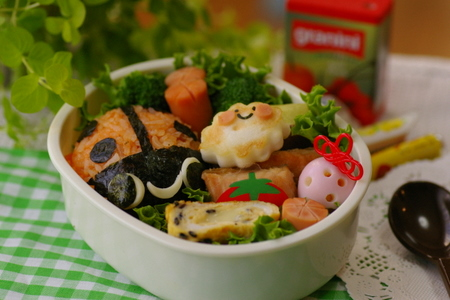
雲
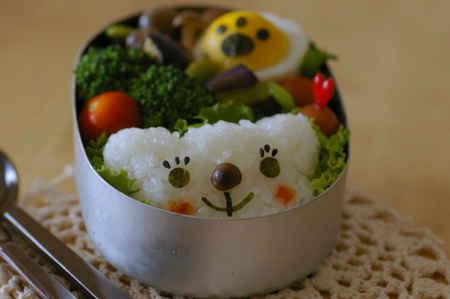
クマ
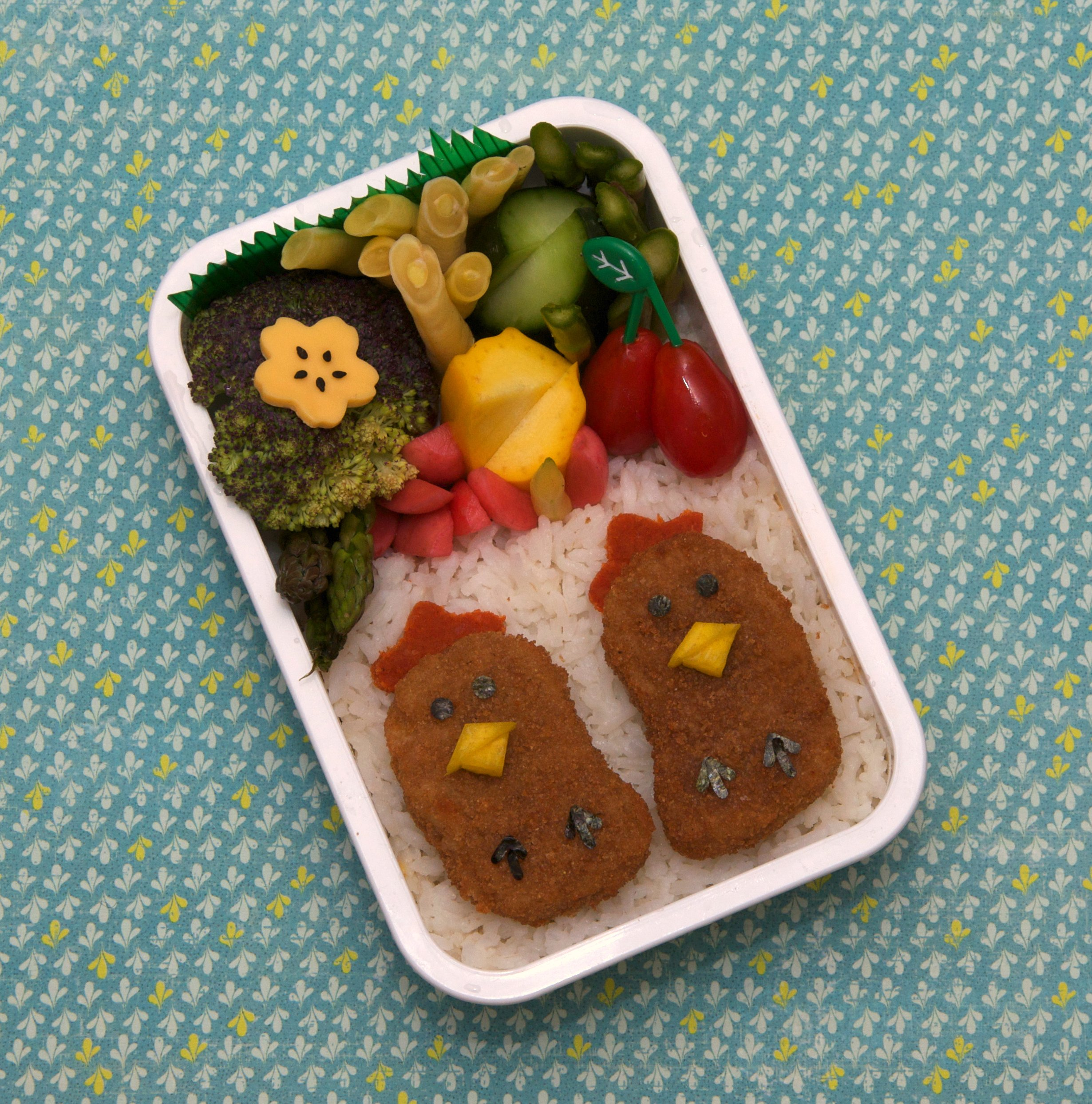
ニワトリ
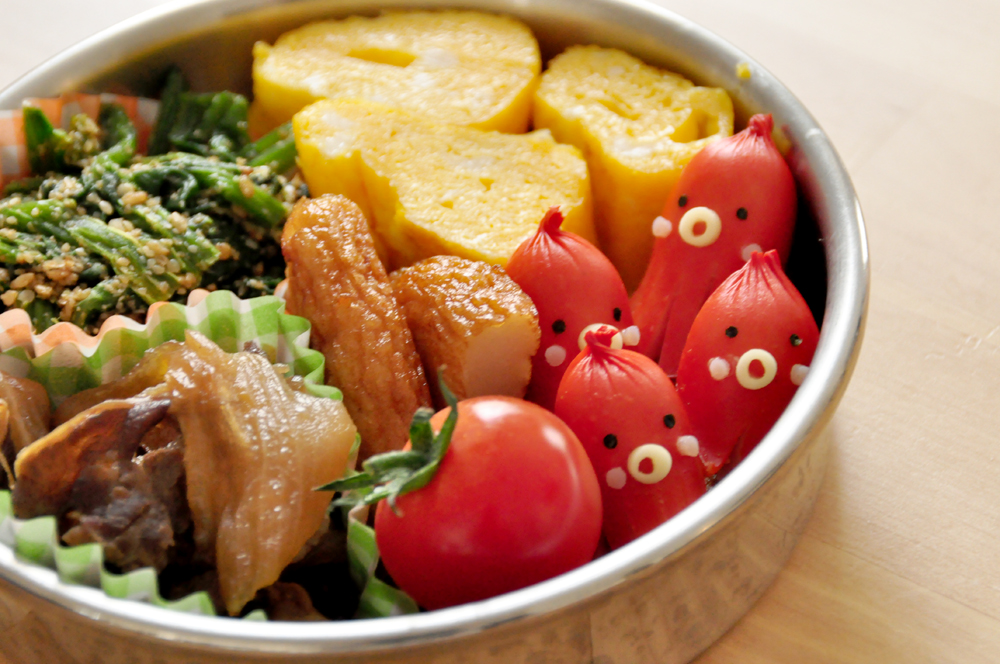
たこさんウィンナー
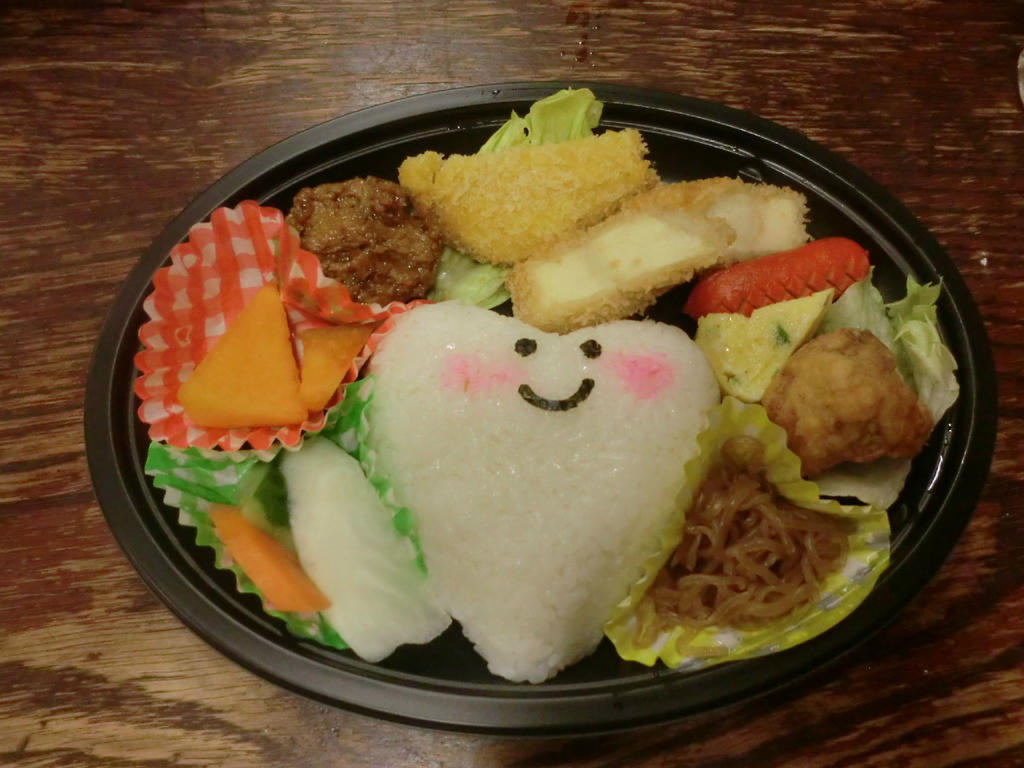
HKT48の指原莉乃がテレビ番組「タマリバ」で考案した「さっしー弁当」

### ブログ
2003年7月に、千葉県在住の主婦、ハンドルネーム「ちびぶー」こと宮澤真理が、「お絵かきお弁当」を発表するサイトを開設、自らの作品を発表する傍ら投稿コーナーを設けたことから、主婦がキャラ弁作品を発表するようになる。
本格的なキャラ弁ブームのきっかけとなったのは、栃木県在住の主婦、ハンドルネーム「霞ん」が2005年4月に開設したブログであるとされる。

### 出版
主婦がブログで発表を行ってきたキャラ弁作品に関する著書の出版も行われている。
その最初の出版物は、2005年10月に出版されたハンドルネーム「まい」の『キャラ弁ごっこ』、宮澤真理の『おいしいお絵かきお弁当』の2冊である。その後も霞んの『愛のギャク弁』（2006年2月）、寺島淳子（ハンドルネーム:ricoco）の『お弁当アートの作り方』（2006年6月）などが続けて出版された。
プロの料理研究家によるキャラ弁関連本の出版も続いており、キャラ弁関連本は、すでにお弁当レシピ本の中で、一ジャンルを構成するに至っている。

### テレビ
テレビ東京『ロンブーの怪傑!トリックスター』において、キャラ弁を扱ったクイズコーナー「トリックキャラ弁」が、2007年8月 - 2009年2月の間、放送された。
NHK『BS熱中夜話・お弁当ナイト』では、「霞ん」ハンドルネーム「モアイ」などが出演し、NHK「ふるさとの食にっぽんの食」には、「モアイ」「宮澤真理」が出演するなど、ワイドショーなどを中心にキャラ弁を作る主婦、夫が出演する機会も多い
また、ハンドルネーム「モアイ」など、わが子のためにキャラ弁を作る父も、テレビで見かける機会が増えている。

### ソフトウェア
iPhone、Androidなどのスマートフォン向けには、キャラ弁レシピのソフトウェアも発売されている。

### その他
近年、弁当を自ら作る男性が増加しつつあるが（弁当男子を参照）、キャラ弁を作る男性も現れている。

## 日本以外の国でのキャラ弁事情
アメリカ合衆国においては、弁当がブームとなりつつあるが、アーチストタイプの人たちの間ではキャラ弁を作る人も多い。日本のキャラ弁を紹介する「FACE FOOD」やキャラ弁の弁当作りの技を教える「Yum-Yum Bento Box」といった書籍も出版されている。
アジア圏の例としてはインドネシアで、親が子供の嫌いな食べ物を克服させたり、学校で薬品の使われたお菓子などをお昼ご飯代わりにしないようになどの理由で、食の安全・安心・栄養に関心が高まったことや国内の経済成長をきっかけに、富裕層を中心に子供に持たせる弁当にキャラ弁を盛り込もうとする動きがある。日本語のキャラ弁の本を使って先生が母親に教えている例もある。
フィリピンでは、お弁当のコンテストが実施された際、「駅弁」と並んで「キャラ弁」が紹介され、地元のクオリティペーパー「Philippines Daily Inquirer」でも大きく取り上げられるなど大きな関心を集めた。